# Pilophorini
Pilophorini es una tribu de insectos hemípteros heterópteros de la familia Miridae.

## Géneros
- Alepidiella
- Aloea
- Druthmarus
- Ethatractus
- Hypseloecus
- Neoambonea
- Parambonea
- Parasthenaridea
- Pherolepis
- Pilophorus
- Pseudambonea
- Spinolosus
- Sthenaridea